# Confesión de Fe de Westminster

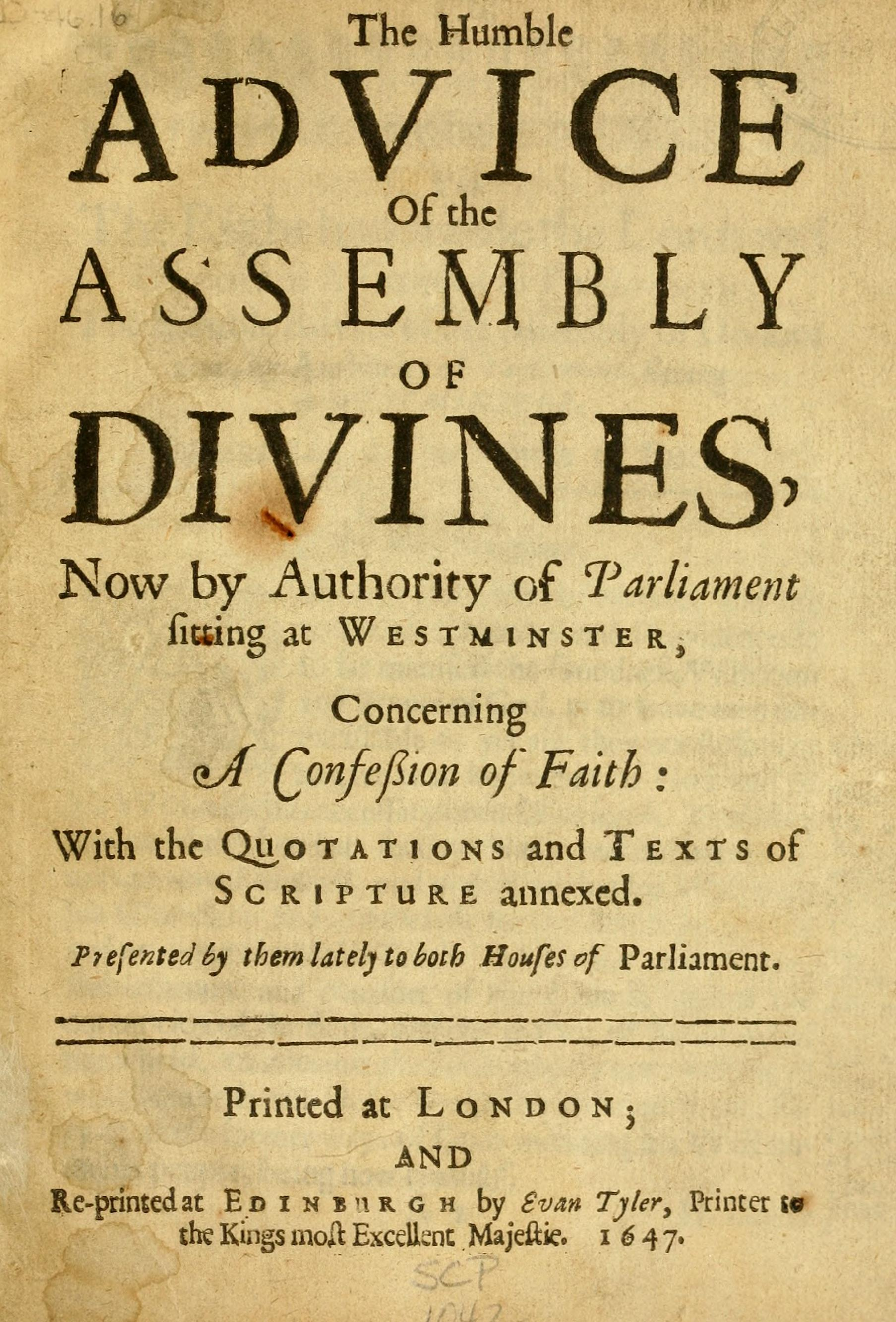
Portada de 1647 de la confesión de Westminster

La Confesión de fe de Westminster es un breve resumen teológico apologético del credo protestante calvinista promulgado en 1646. Recoge la ortodoxia doctrinal de las Iglesias Reformadas nacidas del movimiento calvinista en Gran Bretaña, cuyas raíces históricas están en la doctrina expuesta por Juan Calvino durante el siglo XVI en Ginebra, Suiza. 
Aunque se hizo primeramente para la Iglesia de Inglaterra, permanece como un 'estándar subordinado' de doctrina para la Iglesia de Escocia, y ha influido sobre las iglesias presbiterianas de todo el mundo.
En 1643, el parlamento inglés convocó a "teólogos piadosos, doctos y juiciosos" para que se reunieran en la Abadía de Westminster para dar su opinión sobre cuestiones de adoración, doctrina, gobierno y disciplina de la Iglesia de Inglaterra. Sus reuniones, que se llevaron a cabo a lo largo de cinco años, produjeron la confesión de fe, así como un Catecismo Mayor y un Catecismo Menor. Por más de tres siglos, varias iglesias a lo largo del mundo han adoptado la confesión y sus catecismos como su estándar de doctrina, subordinado a la Biblia.
La Confesión de fe de Westminster fue modificada y adoptada por los congregacionalistas de Inglaterra dando lugar a la Confesión de Saboya (1658). De la misma forma, los bautistas de Inglaterra modificaron la Confesión de Saboya para producir la Confesión Bautista de Londres de 1689. Los presbiterianos, congregacionalistas y bautistas ingleses llegaron a ser conocidos todos ellos (junto con otros) como los "no conformistas", puesto que no se conformaron al Acta de Uniformidad de 1662 que establecía la Iglesia de Inglaterra como la única iglesia aprobada legalmente, aunque ellos estaban unidos de muchas formas por sus confesiones comunes, basadas todas en la Confesión de Westminster.

## Situación histórica
Durante la Revolución Inglesa (1642-1649), el parlamento inglés reclutó un ejército en alianza con los Covenanters, los gobernantes de hecho por ese entonces de Escocia, contra las fuerzas del rey Carlos I de Inglaterra. El propósito de la Asamblea de Westminster, en la que participaron 121 clérigos puritanos, era proveer documentos oficiales para la reforma de la Iglesia de Inglaterra. La Iglesia de Escocia había derrocado recientemente a sus obispos y adoptado el presbiterianismo (ver la Guerra de los obispos). Por esta razón, como una condición para formar una alianza con Inglaterra, el parlamento escocés formó lo que se conoció como "Solemne Liga y Pacto" con el parlamento inglés, lo que significaba que la Iglesia de Inglaterra abandonaría el Anglicanismo y se adheriría consistentemente a los estándares calvinistas de doctrina y práctica. La Confesión y los catecismos se produjeron para asegurar la ayuda de los escoceses contra el rey.
Los comisionados escoceses presentes en la Asamblea estuvieron satisfechos con la Confesión de Fe, y en 1646 el documento se envió al parlamento inglés para ser ratificado, y a la Asamblea General de la Kirk (iglesia) escocesa. La Iglesia de Escocia adoptó el documento, sin enmiendas, en 1647. En Inglaterra, la Cámara de los Comunes devolvió el documento a la Asamblea con el requerimiento de que se compilara una lista de textos de la Escritura que probaran lo allí escrito. Después de un vigoroso debate, la Confesión fue adoptada en parte dando lugar a los "Artículos de la Religión Cristiana" en 1648, como un acto del parlamento inglés, omitiendo ciertas secciones y capítulos. El año siguiente, el parlamento escocés ratificó la Confesión sin enmiendas.
En 1660, con la restauración de la monarquía británica y del episcopado anglicano, se anularon esos actos de los dos parlamentos. Sin embargo, cuando Guillermo de Orange reemplazó al rey católico Jacobo II de Inglaterra, dio sanción real a la ratificación del parlamento inglés de la Confesión, igualmente sin cambio, en 1690.

## Contenido
La Confesión es una exposición sistemática de la ortodoxia calvinista (a la cual los eruditos neo-ortodoxos se refieren como "calvinismo escolástico"),[cita requerida] influenciada por la teología puritana y de los covenants.
Incluye doctrinas comunes a la mayoría de la cristiandad, como la Trinidad y la muerte sacrificial y resurrección de Jesús, e incluye doctrinas específicas del protestantismo tales como sola scriptura y sola fide. Sus rasgos más controvertidos incluyen la doble predestinación (sostenida junto con la libertad de elección), el pacto de obras con Adán, la doctrina puritana que dice que la seguridad de salvación no es necesariamente concomitante con la fe, una concepción minimalista de la adoración, y un sabatarianismo estricto. 
Dice que el Papa no es la cabeza de la Iglesia, sino Jesucristo; a pesar de que otras iglesias como la católica también lo afirman; (ver parágrafo 774) que la misa católica es una forma de idolatría, y excluye el matrimonio con los no cristianos. Estas formulaciones fueron rechazadas por varios grupos que adoptaron la confesión (por ejemplo, la Iglesia de Escocia, aunque sus ministros son libres de adherirse a la confesión completa si lo desean, y algunos lo hacen), pero la confesión permanece como parte de la doctrina oficial de algunas iglesias presbiteriana. Por ejemplo, la Iglesia Presbiteriana de Australia se adhiere a la Confesión de Fe de Westminster como su estándar, subordinado a la Palabra de Dios, y leída a la luz de su declaración de "base de la unión".